# Ожирение
Ожире́ние (лат. adipositas — «ожирение» и obesitas — «полнота, тучность, откормленность») — результат формирования чрезмерных жировых отложений, которые могут наносить вред здоровью. У взрослых людей ожирению соответствует индекс массы тела (ИМТ), больший или равный 30.
Помимо ожирения, специалисты отдельно выделяют избыточный вес как результат формирования аномальных жировых отложений с ИМТ≥25 (у взрослых). У детей избыточный вес и ожирение определяются отдельно для групп 0—5 лет и 5—19 лет по отклонениям от Стандартных показателей физического развития детей, принятых ВОЗ. Болезни, связанные с избыточным весом и ожирением, приносят существенный экономический ущерб и являются фактором, снижающим производительность труда.

## Описание

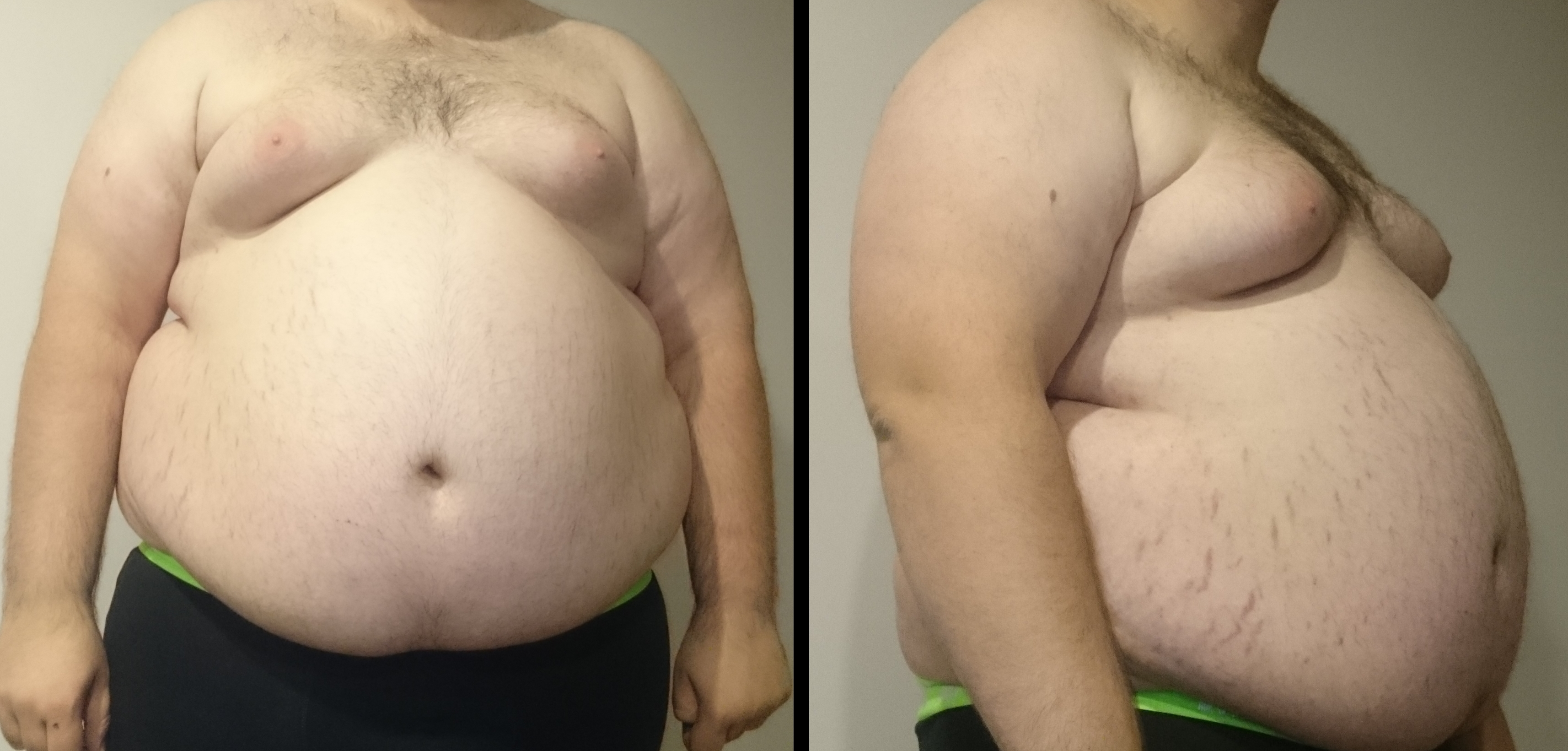
Сильное ожирение у мужчины весом 182 кг и ростом 185 см, ИМТ которого составляет 53,2. При таком весе видны растяжки и увеличение груди

В настоящее время ожирение рассматривается как хроническое заболевание обмена веществ, возникающее в любом возрасте. Оно проявляется в избыточном увеличении массы тела преимущественно за счёт чрезмерного накопления жировой ткани, сопровождающееся увеличением случаев общей заболеваемости и смертности населения. Заболеваемость ожирением в цивилизованном обществе растёт независимо от наследственных факторов (изменения в генетическом пуле отсутствуют).
В разных странах ожирение приводит к дополнительным расходам как государственных бюджетов, так и граждан. На 2019 год потери стран G20 из-за проблем с лишним весом их граждан составляют 3,5 % ВВП. На ближайшие 30 лет прогноз потерь для стран ОЭСР и G20 — 5,3 трлн долларов, что сравнимо с тридцатилетним же бюджетом Германии или Японии. По прогнозу, рост ожирения приведёт к росту налогов в Евросоюзе на 300 евро, а в США — на 1350 $.
С 1975 по 2016 год число людей, страдающих ожирением, во всем мире выросло более чем втрое. С 1996 по 2016 год — на 59 %.
В России и большинстве европейских стран ожирением страдают около 20 % населения, в США — 36,2 %. Избыточный вес в России имеют около 60 % населения, в США — 70 % (в странах Европы — меньше). Минимальная доля населения с ожирением — в Индии (3,9 %) и Японии (4,3 %).
По оценкам ВОЗ, в 2016 году около 41 млн детей возрастом 0—5 лет имели избыточный вес или ожирение. Детей в диапазоне возрастов 5—19 лет — 340 млн (18 % девочек и 19 % мальчиков), рост с 4 % в 1975 году до более чем 18 %, из них ожирением страдали 124 млн (6 % девочек и 8 % мальчиков), тогда как в 1975 году страдавших ожирением детей 5—19 лет было менее 1 %.
С ростом индекса массы тела возрастает риск неинфекционных заболеваний: сердечно-сосудистых (главным образом болезни сердца и инсульт), которые в 2012 году были главной причиной смерти, диабета, нарушений опорно-двигательной системы (в особенности остеоартрит), некоторых онкологических заболеваний, в том числе раковых заболеваний эндометрия, молочной железы, яичника, предстательной железы, печени, желчного пузыря, почки и толстой кишки. Детское ожирение повышает вероятность ожирения, преждевременной смерти и инвалидности во взрослом возрасте, страдающие ожирением дети также испытывают одышку, у них повышены риски переломов, гипертонии, сердечно-сосудистых заболеваний, инсулинорезистентности, они могут испытывать психологические проблемы.
Нередко неполноценное питание и ожирение соседствуют, это наблюдается как на уровне страны, так и в отдельных семьях, и нередко связано с низким уровнем доходов.
Ожирение вызывает снижение когнитивных функций. В экспериментах на мышах учёные выяснили механизм этого, исследуя способности к обучению у тучных и стройных мышей. При ожирении клетки микроглии «поедают» дендритные шипики (выступы на мембране нейрона), из которых вырастают новые синапсы, и новые нейронные связи не могут образоваться в нужном количестве. Если «запретить» клеткам микроглии трогать дендритные шипики, когнитивные функции тучных животных становятся идентичны таковым у стройных.
Люди, страдающие избыточной массой тела, склонны преувеличивать ширину собственной фигуры, что приводит к большей субъективной неудовлетворённости образом тела.

## Причины возникновения
Непосредственной причиной ожирения и избыточного веса является энергетический дисбаланс, при котором поступление энергии из пищи превышает энергетические потребности организма.
Между повседневным уровнем физической активности и контролем рациона (аппетитом) наблюдается нелинейная связь. Люди, ведущие малоактивный образ жизни (расходующие мало энергии), как правило, плохо контролируют калорийность своего рациона и питаются так же, как и люди со средней (умеренной) физической активностью. Люди, ведущие умеренно-активный образ жизни и образ жизни с физической активностью выше среднего, обычно соблюдают баланс между поступлением и расходом энергии. А те, кто занимается физической активностью на очень высоком уровне, расходуют больше энергии, чем её потребляют.
Рацион и физическая активность часто изменяются вследствие экологических и социальных факторов.
По некоторым данным, основной и наиболее частой причиной ожирения являются факторы окружающей среды, в том числе социальные (образ жизни человека). Их вклад в ожирение больше, чем генетическая предрасположенность, приблизительно в 6 раз.
Существуют разные мнения о методах борьбы с ожирением. Среди врачей и других специалистов широко распространено мнение, что, поскольку причиной ожирения является превышение притока энергии с пищей над расходом энергии организмом, для борьбы с ожирением требуется заниматься спортом (физкультурой), чтобы повысить расход энергии организмом. Некоторые врачи считают, что ожирение чаще вызывается гормональными причинами и для снижения веса необходимы специальная диета и терапия.
Регуляция массы тела в организме осуществляется путём сложного взаимодействия комплекса взаимосвязанных систем, осуществляющих контроль за энергетической системой организма. Развитию ожирения способствует положительный энергетический баланс (гиподинамия) и источник легкодоступных калорий, избыток которых аккумулируется (запасается) в организме в виде триглицеридов в жировой ткани. Общепринятая гипотеза «усвоенные калории = истраченные калории» не учитывает участия гормонов в процессе отложения жира, тогда как для этого есть серьёзные научные основания. Накоплению жира способствуют проблемы с гормонами — кортизолом, лептином и инсулином. В частности, у людей с субклинически высоким уровнем секреции кортизола надпочечниками (синдромом Кушинга) наблюдается повышенный ИМТ.
Для поддержания энергетического равновесия организм должен отрегулировать уровень гормонов, уменьшить затраты энергии, повысить эффективность усвоения питательных веществ, скорректировать пищевое поведение (снизить аппетит), мобилизовать недостающую энергию из жировых энергетических депо. Каждое из перечисленных звеньев регулируется определёнными генами.
Генетическая предрасположенность к ожирению очевидна в семьях лиц, страдающих ожирением. Гены, ответственные за регуляцию массы тела, эволюционировали на протяжении всей истории происхождения и развития человеческого общества, но значительно быстрее изменились факторы внешней среды, определяющие потребление питательных веществ и снизившие привычную физическую активность.
Так, с конца XIX века пищевая промышленность начала в больших объёмах производить растительные масла, трансжиры и продукты с высоким содержанием легкоусваиваемых углеводов.
Ожирение может развиться в результате нарушения равновесия между принятой пищей и потраченной энергией, то есть повышенного поступления пищи и сниженного расхода энергии с сопутствующими факторами:
- высокий уровень инсулина в крови;
- нарушения в системах поджелудочной железы, печени, тонкого и толстого кишечников (ожирение неэндокринной патологии);
- генетические нарушения.

Одной из возможных причин развития ожирения может быть активность клеток микроглии, которые «заставляют» человека больше есть.
Один из важных факторов развития ожирения – избыточное потребление сахара. С середины 19 века ведётся поиск его заменителей, обладающих сладким вкусом при сниженной калорийности. Однако большинство синтетических заменителей сахара неспособно реплицировать вкусовой профиль сахарозы, даёт неприятное послевкусие и имеет серьёзные побочные эффекты.
Безопасная и низкокалорийная альтернатива сахару и синтетическим подсластителям – сладкие белки: группа природных растительных белков, обладающих сладким вкусом. Они выделяются преимущественно из семян и плодов тропических растений, произрастающих в Африке и Азии.
Благодаря низкой калорийности сладкие белки не способствуют ожирению и не влияют на выработку инсулина. Кроме того, в отличие от сахара, сладкие белки не оказывают вредного воздействия на зубы и ротовую полость.
Подсластители на белковой основе используются для изготовления диетических продуктов, показанных при диабете и ожирении.
В качестве подсластителей и корректоров вкуса сладкие белки одобрены к применению в США, странах Евросоюза, Японии, России. Они применяются как самостоятельно, так и в сочетании с другими натуральными и синтетическими сахарозаменителями.
Использование сладких белков в сочетании с искусственными подсластителями позволяет реплицировать вкусовой профиль сахарозы и избавиться от неестественного послевкусия.

### Предрасполагающие факторы ожирения
- Инсулин и стимуляторы секреции инсулина
- Малоподвижный образ жизни
- Генетические факторы, в частности:
  - Повышенная активность ферментов липогенеза
  - Снижение активности ферментов липолиза
- Некоторые болезни, в частности эндокринные заболевания (гипогонадизм, гипотиреоз, инсулинома)
- Расстройства приёма пищи, приводящие к перееданию (например, обсессивно-компульсивное переедание или психогенное переедание)
- Скудный рацион питания, приводящий к употреблению большего количества высококалорийной пищи
- Склонность к стрессам
- Синдром Прадера-Вилли[22]
- Нарушение функций гипоталамуса[23]
- Недосыпание[24]
- Нейролептики (антипсихотики)[25] (см. Метаболический синдром и антипсихотики)
- Системные глюкокортикостероиды[26]
- Гормональные контрацептивы[источник не указан 1170 дней]

В процессе эволюции организм человека приспособился накапливать запас питательных веществ в условиях обилия пищи, чтобы расходовать этот запас в условиях вынужденного отсутствия или ограничения пищи — эволюционное преимущество, позволявшее выжить. В древние времена полнота считалась признаком благополучия, достатка, плодородия и здоровья. Примером служит скульптура «Венера Виллендорфская» (Venus of Willendorf), датированная 22-м тысячелетием до н. э. (возможно, самая ранняя известная иллюстрация ожирения). По данным ВОЗ, треть населения Земли сегодня страдает от лишнего веса, а 47 % приводящих к смерти болезней (таких, как атеросклероз, инсульт, инфаркт, диабет и рак) связаны именно с подобными нарушениями метаболизма.

## Классификация ожирения
Центральным ожирением называется избыток жировых отложений в районе живота. Центральное ожирение считается наиболее опасным видом ожирения и, по статистике, связано с повышенным риском сердечных заболеваний, повышенного давления и сахарного диабета. Распространённое мнение, что центральное ожирение («пивной живот») может быть связано с употреблением пива, подтверждения не находит: ни индекс массы тела, ни соотношение окружности талии и окружности бедер с употреблением пива не ассоциированы. Пациент считается больным центральным ожирением, если отношение объёма талии к объёму бёдер превышает 0,8 для женщин или 0,95 для мужчин.
Патологические типы ожирения, как правило, связаны с нарушениями в эндокринной системе человека, приводящими к нарушениям жирового обмена.
Ожирение делится на степени (по количеству жировой ткани) и на типы (в зависимости от причин, приведших к его развитию). Ожирение ведёт к повышенному риску возникновения сахарного диабета, гипертонической болезни и других заболеваний, связанных с наличием избыточного веса. Согласно классификации ВОЗ, при объёме талии более 94 см у мужчин и более 80 см у женщин возрастает риск развития сопутствующих ожирению заболеваний. Причины избытка веса также оказывают влияние на распространение жировой ткани, характеристики жировой ткани (мягкость, упругость, процент содержания жидкости), а также на присутствие или отсутствие изменений кожи (растяжения, расширенные поры, так называемый «целлюлит»).
По признаку гормональных нарушений ожирение делят на два типа: «стандартное», при котором происходят гормональные изменения в метаболизме, и «нестандартное», «метаболически здоровое», при котором таких изменений нет. Гормональные нарушения при «стандартном» ожирении могут приводить к различным заболеваниям, например, к инсулинорезистентности. «Метаболически здоровое» ожирение является фактором риска для развития злокачественной опухоли тела матки.
Кроме того, жировая ткань бывает двух типов: «белый жир» и «бурый жир», они различаются составом жира в адипоцитах.

## Распространённость
В 2013 году Продовольственная и сельскохозяйственная организация ООН опубликовала отчёт по проблемам ожирения. Для составления отчёта ООН использовала данные за 2008 год.
Ниже приведена таблица из 210 стран с указанием доли населения (в процентах), страдающего ожирением по состоянию на 2019 год:
| №   | Страны                           | Доля людей, страдающих от ожирения | Среднее значение ИМТ | Население в 2019 году |
| 1   | Американское Самоа               | 74,6 %                             | 34,9                 | 55 312                |
| 2   | Токелау                          | 74,4 %                             |                      | 1340                  |
| 3   | Науру                            | 61 %                               | 32,5                 | 10 756                |
| 4   | Острова Кука                     | 55,9 %                             | 33                   | 17 548                |
| 5   | Палау                            | 55,3 %                             | 29,4                 | 18 008                |
| 6   | Маршалловы Острова               | 52,9 %                             | 29,2                 | 58 791                |
| 7   | Тувалу                           | 51,6 %                             | 29,3                 | 11 646                |
| 8   | Ниуэ                             | 50 %                               |                      | 1615                  |
| 9   | Тонга                            | 48,2 %                             | 31,9                 | 104 494               |
| 10  | Самоа                            | 47,3 %                             | 31,7                 | 197 097               |
| 11  | Кирибати                         | 46 %                               | 29,6                 | 117 606               |
| 12  | Микронезия                       | 45,8 %                             | 29,4                 | 113 815               |
| 13  | Аруба                            | 38,2 %                             |                      | 106 314               |
| 14  | Кувейт                           | 37,9 %                             | 30                   | 4 207 083             |
| 15  | Каймановы острова                | 36,6 %                             |                      | 64 948                |
| 16  | США                              | 36,2 %                             | 28,8                 | 329 064 917           |
| 17  | Британские Виргинские острова    | 35,5 %                             |                      | 30 030                |
| 18  | Иордания                         | 35,5 %                             | 28,9                 | 10 101 694            |
| 19  | Саудовская Аравия                | 35,4 %                             | 28,5                 | 34 268 528            |
| 20  | Катар                            | 35,1 %                             | 29,2                 | 2 832 067             |
| 21  | Бермуды                          | 34,4 %                             |                      | 62 506                |
| 22  | Гуам                             | 34,3 %                             |                      | 167 294               |
| 23  | Французская Полинезия            | 33,1 %                             |                      | 279 287               |
| 24  | Пуэрто-Рико                      | 32,9 %                             |                      | 2 933 408             |
| 25  | Виргинские острова США           | 32,5 %                             |                      | 104 578               |
| 26  | Ливия                            | 32,5 %                             | 27,7                 | 6 777 452             |
| 27  | Турция                           | 32,1 %                             | 27,8                 | 83 429 615            |
| 28  | Ливан                            | 32 %                               | 27,8                 | 6 855 713             |
| 29  | Египет                           | 32 %                               | 29,2                 | 100 388 073           |
| 30  | Объединённые Арабские Эмираты    | 31,7 %                             | 28,8                 | 9 770 529             |
| 31  | Багамы                           | 31,6 %                             | 28,4                 | 389 482               |
| 32  | Новая Каледония                  | 31,5 %                             |                      | 282 750               |
| 33  | Новая Зеландия                   | 30,8 %                             | 27,9                 | 4 783 063             |
| 34  | Ирак                             | 30,4 %                             | 28                   | 39 309 783            |
| 35  | Фиджи                            | 30,2 %                             | 27,2                 | 889 953               |
| 36  | Макао                            | 30 %                               |                      | 640 445               |
| 37  | Гонконг                          | 29,9 %                             |                      | 7 436 154             |
| 38  | Бахрейн                          | 29,8 %                             | 28,2                 | 1 641 172             |
| 39  | Канада                           | 29,4 %                             | 27,2                 | 37 411 047            |
| 40  | Северные Марианские острова      | 29,2 %                             |                      | 57 216                |
| 41  | Австралия                        | 29 %                               | 27,2                 | 25 203 198            |
| 42  | Мальта                           | 28,9 %                             | 27,2                 | 440 372               |
| 43  | Мексика                          | 28,9 %                             | 28,1                 | 127 575 529           |
| 44  | Аргентина                        | 28,3 %                             | 27,7                 | 44 780 677            |
| 45  | Южно-Африканская республика      | 28,3 %                             | 27,3                 | 58 558 270            |
| 46  | Чили                             | 28 %                               | 27,8                 | 18 952 038            |
| 47  | Доминика                         | 27,9 %                             | 27                   | 71 808                |
| 48  | Уругвай                          | 27,9 %                             | 26,8                 | 3 461 734             |
| 49  | Сирия                            | 27,8 %                             | 28,1                 | 17 070 135            |
| 50  | Великобритания                   | 27,8 %                             | 27,3                 | 67 530 172            |
| 51  | Доминиканская Республика         | 27,6 %                             | 26,7                 | 10 738 958            |
| 52  | Алжир                            | 27,4 %                             | 26,2                 | 43 053 054            |
| 53  | Оман                             | 27 %                               | 26,9                 | 4 974 986             |
| 54  | Тунис                            | 26,9 %                             | 26,8                 | 11 694 719            |
| 55  | Палестина                        | 26,8 %                             | 27,6                 | 4 981 420             |
| 56  | Суринам                          | 26,4 %                             | 27,4                 | 581 372               |
| 57  | Венгрия                          | 26,4 %                             | 26,3                 | 9 684 679             |
| 58  | Литва                            | 26,3 %                             | 26,6                 | 2 759 627             |
| 59  | Израиль                          | 26,1 %                             | 26,3                 | 8 519 377             |
| 60  | Марокко                          | 26,1 %                             | 25,6                 | 36 471 769            |
| 61  | Чешская Республика               | 26 %                               | 26,9                 | 10 689 209            |
| 62  | Иран                             | 25,8 %                             | 26,2                 | 82 913 906            |
| 63  | Коста-Рика                       | 25,7 %                             | 26,9                 | 5 047 561             |
| 64  | Андорра                          | 25,6 %                             | 27,5                 | 77 142                |
| 65  | Венесуэла                        | 25,6 %                             | 27,2                 | 28 515 829            |
| 66  | Ирландия                         | 25,3 %                             | 27,5                 | 4 882 495             |
| 67  | Вануату                          | 25,2 %                             | 26,2                 | 299 882               |
| 68  | Болгария                         | 25 %                               | 26                   | 7 000 119             |
| 69  | Греция                           | 24,9 %                             | 27,3                 | 10 473 455            |
| 70  | Ямайка                           | 24,7 %                             | 27,4                 | 2 948 279             |
| 71  | Сальвадор                        | 24,6 %                             | 27,4                 | 6 453 553             |
| 72  | Куба                             | 24,6 %                             | 26,2                 | 11 333 483            |
| 73  | Беларусь                         | 24,5 %                             | 26,6                 | 9 452 411             |
| 74  | Хорватия                         | 24,4 %                             | 25,5                 | 4 130 304             |
| 75  | Белиз                            | 24,1 %                             | 28,9                 | 390 353               |
| 76  | Украина                          | 24,1 %                             | 26                   | 43 993 638            |
| 77  | Гибралтар                        | 24 %                               | 27,5                 | 33 701                |
| 78  | Испания                          | 23,8 %                             | 26,7                 | 46 736 776            |
| 79  | Сент-Винсент и Гренадины         | 23,7 %                             | 27,3                 | 110 589               |
| 80  | Никарагуа                        | 23,7 %                             | 26,9                 | 6 545 502             |
| 81  | Латвия                           | 23,6 %                             | 25,8                 | 1 906 743             |
| 82  | Черногория                       | 23,3 %                             | 26                   | 627 987               |
| 83  | Барбадос                         | 23,1 %                             | 28,7                 | 287 025               |
| 84  | Норвегия                         | 23,1 %                             | 26                   | 5 378 857             |
| 85  | Польша                           | 23,1 %                             | 26,4                 | 37 887 768            |
| 86  | Россия                           | 23,1 %                             | 26,5                 | 145 872 256           |
| 87  | Сент-Китс и Невис                | 22,9 %                             | 29,7                 | 52 823                |
| 88  | Гваделупа                        | 22,9 %                             |                      | 400 056               |
| 89  | Панама                           | 22,7 %                             | 27,1                 | 4 246 439             |
| 90  | Гаити                            | 22,7 %                             | 24,1                 | 11 263 077            |
| 91  | Люксембург                       | 22,6 %                             | 26,5                 | 615 729               |
| 92  | Соломоновы Острова               | 22,5 %                             | 25,5                 | 669 823               |
| 93  | Румыния                          | 22,5 %                             | 25,3                 | 19 364 557            |
| 94  | Колумбия                         | 22,3 %                             | 25,9                 | 50 339 443            |
| 95  | Германия                         | 22,3 %                             | 26,3                 | 83 517 045            |
| 96  | Финляндия                        | 22,2 %                             | 25,9                 | 5 532 156             |
| 97  | Бельгия                          | 22,1 %                             | 25,5                 | 11 539 328            |
| 98  | Бразилия                         | 22,1 %                             | 25,9                 | 211 049 527           |
| 99  | Гренландия                       | 22 %                               |                      | 56 672                |
| 100 | Тайвань                          | 22 %                               | 24                   | 23 773 876            |
| 101 | Исландия                         | 21,9 %                             | 25,9                 | 339 031               |
| 102 | Кипр                             | 21,8 %                             | 27                   | 1 198 575             |
| 103 | Албания                          | 21,7 %                             | 26,1                 | 2 880 917             |
| 104 | Грузия                           | 21,7 %                             | 27,2                 | 3 996 765             |
| 105 | Франция                          | 21,6 %                             | 25,3                 | 65 129 728            |
| 106 | Сербия                           | 21,5 %                             | 25,8                 | 8 772 235             |
| 107 | Гондурас                         | 21,4 %                             | 26,4                 | 9 746 117             |
| 108 | Гренада                          | 21,3 %                             | 27                   | 112 003               |
| 109 | Папуа-Новая Гвинея               | 21,3 %                             | 25,3                 | 8 776 109             |
| 110 | Эстония                          | 21,2 %                             | 25,5                 | 1 325 648             |
| 111 | Гватемала                        | 21,2 %                             | 26,5                 | 17 581 472            |
| 112 | Казахстан                        | 21 %                               | 27,4                 | 18 551 427            |
| 113 | Португалия                       | 20,8 %                             | 26,2                 | 10 226 187            |
| 114 | Монголия                         | 20,6 %                             | 26                   | 3 225 167             |
| 115 | Швеция                           | 20,6 %                             | 25,8                 | 10 036 379            |
| 116 | Словакия                         | 20,5 %                             | 26,5                 | 5 457 013             |
| 117 | Нидерланды                       | 20,4 %                             | 25,4                 | 17 097 130            |
| 118 | Парагвай                         | 20,3 %                             | 25,8                 | 7 044 636             |
| 119 | Гайана                           | 20,2 %                             | 26,3                 | 782 766               |
| 120 | Словения                         | 20,2 %                             | 26,9                 | 2 078 654             |
| 121 | Армения                          | 20,2 %                             | 26,7                 | 2 957 731             |
| 122 | Боливия                          | 20,2 %                             | 25,9                 | 11 513 100            |
| 123 | Австрия                          | 20,1 %                             | 25,4                 | 8 955 102             |
| 124 | Остров Мэн                       | 20 %                               |                      | 84 584                |
| 125 | Азербайджан                      | 19,9 %                             | 27,4                 | 10 047 718            |
| 126 | Эквадор                          | 19,9 %                             | 27                   | 17 373 662            |
| 127 | Италия                           | 19,9 %                             | 26                   | 60 550 075            |
| 128 | Сент-Люсия                       | 19,7 %                             | 29,6                 | 182 790               |
| 129 | Дания                            | 19,7 %                             | 25,3                 | 5 771 876             |
| 130 | Перу                             | 19,7 %                             | 26,3                 | 32 510 453            |
| 131 | Швейцария                        | 19,5 %                             | 25,3                 | 8 591 365             |
| 132 | Антигуа и Барбуда                | 18,9 %                             | 28,1                 | 97 118                |
| 133 | Ботсвана                         | 18,9 %                             | 24,7                 | 2 303 697             |
| 134 | Молдова                          | 18,9 %                             | 26,7                 | 4 043 263             |
| 135 | Тринидад и Тобаго                | 18,6 %                             | 28,7                 | 1 394 973             |
| 136 | Туркменистан                     | 18,6 %                             | 26,4                 | 5 942 089             |
| 137 | Французская Гвиана               | 17,9 %                             |                      | 290 832               |
| 138 | Босния и Герцеговина             | 17,9 %                             | 26,1                 | 3 301 000             |
| 139 | Намибия                          | 17,2 %                             | 24,3                 | 2 494 530             |
| 140 | Йемен                            | 17,1 %                             | 25,8                 | 29 161 922            |
| 141 | Лесото                           | 16,6 %                             | 24,9                 | 2 125 268             |
| 142 | Кыргызстан                       | 16,6 %                             | 26,2                 | 6 415 850             |
| 143 | Узбекистан                       | 16,6 %                             | 26,1                 | 32 981 716            |
| 144 | Малайзия                         | 15,6 %                             | 25,3                 | 31 949 777            |
| 145 | Зимбабве                         | 15,5 %                             | 23,4                 | 14 645 468            |
| 146 | Габон                            | 15 %                               | 25,5                 | 2 172 579             |
| 147 | Таджикистан                      | 14,2 %                             | 25,4                 | 9 321 018             |
| 148 | Бруней                           | 14,1 %                             | 26,2                 | 433 285               |
| 149 | Сейшельские острова              | 14 %                               | 26,8                 | 97 739                |
| 150 | Джибути                          | 13,5 %                             | 23,3                 | 973 560               |
| 151 | Мавритания                       | 12,7 %                             | 24,8                 | 4 525 696             |
| 152 | Сан-Томе и Принсипи              | 12,4 %                             | 24,8                 | 215 056               |
| 153 | Кабо-Верде                       | 11,8 %                             | 24,7                 | 549 935               |
| 154 | Камерун                          | 11,4 %                             | 24,4                 | 25 876 380            |
| 155 | Гана                             | 10,9 %                             | 24,2                 | 30 417 856            |
| 156 | Маврикий                         | 10,8 %                             | 25,6                 | 1 269 668             |
| 157 | Гамбия                           | 10,3 %                             | 24                   | 2 347 706             |
| 158 | Кот-д’Ивуар                      | 10,3 %                             | 23,6                 | 25 716 544            |
| 159 | Таиланд                          | 10 %                               | 24,1                 | 69 625 582            |
| 160 | Либерия                          | 9,9 %                              | 24                   | 4 937 374             |
| 161 | Демократическая Республика Конго | 9,6 %                              | 23,3                 | 5 380 508             |
| 162 | Бенин                            | 9,6 %                              | 23,4                 | 11 801 151            |
| 163 | Нигерия                          | 8,9 %                              | 23,4                 | 200 963 599           |
| 164 | Сенегал                          | 8,8 %                              | 23                   | 16 296 364            |
| 165 | Сьерра-Леоне                     | 8,7 %                              | 22,8                 | 7 813 215             |
| 166 | Мальдивы                         | 8,6 %                              | 25,1                 | 530 953               |
| 167 | Мали                             | 8,6 %                              | 22,8                 | 19 658 031            |
| 168 | Пакистан                         | 8,6 %                              | 23,8                 | 216 565 318           |
| 169 | Того                             | 8,4 %                              | 23,2                 | 8 082 366             |
| 170 | Танзания                         | 8,4 %                              | 23,1                 | 58 005 463            |
| 171 | Сомали                           | 8,3 %                              | 21,9                 | 15 442 905            |
| 172 | Ангола                           | 8,2 %                              | 24,1                 | 31 825 295            |
| 173 | Замбия                           | 8,1 %                              | 22,6                 | 17 861 030            |
| 174 | Экваториальная Гвинея            | 8 %                                | 25,6                 | 1 355 986             |
| 175 | Коморские острова                | 7,8 %                              | 24,1                 | 850 886               |
| 176 | Гвинея                           | 7,7 %                              | 22,7                 | 12 771 246            |
| 177 | Центральноафриканская Республика | 7,5 %                              | 22,4                 | 4 745 185             |
| 178 | Мартиника                        | 7,2 %                              |                      | 375 554               |
| 179 | Мозамбик                         | 7,2 %                              | 22,3                 | 30 366 036            |
| 180 | Кения                            | 7,1 %                              | 23                   | 52 573 973            |
| 181 | Индонезия                        | 6,9 %                              | 22,9                 | 270 625 568           |
| 182 | Северная Корея                   | 6,8 %                              | 21,8                 | 25 666 161            |
| 183 | Республика Конго                 | 6,7 %                              | 22,2                 | 86 790 567            |
| 184 | Южный Судан                      | 6,6 %                              | 25,2                 | 11 062 113            |
| 185 | Судан                            | 6,6 %                              | 25,2                 | 42 813 238            |
| 186 | Бутан                            | 6,4 %                              | 23,8                 | 763 092               |
| 187 | Филиппины                        | 6,4 %                              | 23,2                 | 108 116 615           |
| 188 | Китай                            | 6,2 %                              | 23,9                 | 1 433 783 686         |
| 189 | Сингапур                         | 6,1 %                              | 23,7                 | 5 804 337             |
| 190 | Чад                              | 6,1 %                              | 22,3                 | 15 946 876            |
| 191 | Руанда                           | 5,8 %                              | 22                   | 12 626 950            |
| 192 | Малави                           | 5,8 %                              | 22,8                 | 18 628 747            |
| 193 | Мьянма                           | 5,8 %                              | 22,6                 | 54 045 420            |
| 194 | Буркина-Фасо                     | 5,6 %                              | 22,1                 | 20 321 378            |
| 195 | Нигер                            | 5,5 %                              | 21,7                 | 23 310 715            |
| 196 | Афганистан                       | 5,5 %                              | 21,6                 | 38 041 754            |
| 197 | Бурунди                          | 5,4 %                              | 20,9                 | 11 530 580            |
| 198 | Лаос                             | 5,3 %                              | 22,6                 | 7 169 455             |
| 199 | Мадагаскар                       | 5,3 %                              | 21,1                 | 26 969 307            |
| 200 | Уганда                           | 5,3 %                              | 22                   | 44 269 594            |
| 201 | Шри-Ланка                        | 5,2 %                              | 23                   | 21 323 733            |
| 202 | Эритрея                          | 5 %                                | 20,5                 | 3 497 117             |
| 203 | Республика Корея                 | 4,7 %                              | 23,9                 | 51 225 308            |
| 204 | Эфиопия                          | 4,5 %                              | 20,6                 | 112 078 730           |
| 205 | Япония                           | 4,3 %                              | 22,6                 | 126 860 301           |
| 206 | Непал                            | 4,1 %                              | 22,2                 | 28 608 710            |
| 207 | Камбоджа                         | 3,9 %                              | 21,9                 | 16 486 542            |
| 208 | Индия                            | 3,9 %                              | 21,9                 | 1 366 417 754         |
| 209 | Бангладеш                        | 3,6 %                              | 21                   | 163 046 161           |
| 210 | Вьетнам                          | 2,1 %                              | 21,6                 | 96 462 106            |

Директор НИИ питания РАМН Виктор Тутельян в 2005 году отметил: «У нас в России 60 % женщин и 50 % мужчин — в среднем 57,5 % (в РФ на 8 мужчин в среднем приходится 9 женщин) — страдают избыточным весом. В нашей стране 57,5 % смертей происходит из-за сердечно-сосудистых заболеваний. Эти заболевания очень часто происходят из-за избыточного веса людей». Глава Росстата Александр Суринов заявил, что более 40 процентов взрослого трудоспособного населения и большинство пенсионеров России страдает от лишнего веса. По данным статистики Минздрава РФ, количество жителей РФ с диагностированным ожирением в 2017 году достигло 2 млн человек (+1,3 %). В Еврейской АО более половины всех пациентов с ожирением — это дети и подростки до 17 лет. Ещё в четырнадцати регионах дети и подростки составили более трети всех пациентов с ожирением.
В Мексике от избыточного веса в 2008 году страдали около 70 % людей, в том числе от ожирения — 32,8 % (в 2009 году их число снизилось до 30 %).
В 2016 году журнал «The Lancet» опубликовал исследование, которое свидетельствует о том, что к 2025 году ожирением будет страдать почти 20 % населения Земли. В 2016 году около 39 % взрослого населения Земли имело избыточный вес с ИМТ, который составлял 25 и более. Из 1,9 млрд человек с избыточным весом 650 миллионов страдали ожирением. Первые строчки рейтинга ВОЗ по доле населения, страдающего от ожирения, занимали островные страны Тихого океана. Россия в 2016 году занимала 55-е место.

## Клиническая картина
Клинические проявления ожирения характеризуются отложением жира в различных частях тела в результате избыточного потребления калорий с пищей и снижения энергозатрат.

## Диагностика
Для диагностики ожирения в практической медицине наиболее часто используют индекс массы тела (ИМТ). Применяется также индекс Борнгардта, в отличие от ИМТ, учитывающий телосложение человека.

### Индекс массы тела
Показателем для определения избыточного веса является Индекс массы тела (ИМТ), рассчитывемый как частное от деления веса человека в килограммах на квадрат роста в метрах.
В 2000 году ВОЗ предложила снизить для представителей монголоидной расы порог избыточного веса с 25 до 23, а порог ожирения с 30 до 25. Причиной этому были эпидемиологические исследования, показавшие, что монголоиды начинают страдать от проблем, связанных с ожирением, при более низком индексе массе тела. Одновременно некоторые исследователи предлагают для представителей негроидной расы, а также лиц полинезийского происхождения, повысить порог избыточного веса с 25 до 26, а порог ожирения — с 30 до 32.
В тех случаях, когда ИМТ составляет 40 и выше, то даже при отсутствии осложнений ожирения, говорят о морбидном (болезненном) ожирении. При наличии таких осложнений ожирения как сахарный диабет 2-го типа, артериальная гипертония, дислипидемия, и патология суставов нижних конечностей, ожирение классифицируется как морбидное уже при ИМТ 35 и выше.
Индекс массы тела подвергается критике за то, что не учитывает соотношение жир/мышцы и тип распределения жира по телу. Так, пожилой человек с небольшой мышечной массой может быть классифицирован как человек с идеальным весом, в то время как мускулистый спортсмен может быть классифицирован как страдающий избыточным весом или ожирением. Тем не менее, индекс массы тела остаётся единственно признанным международным критерием оценки избыточного веса.

### Магнитно-резонансная томография
Наиболее точным методом определения количества жировой ткани в организме считается Магнитно-резонансная томография.

### Биоимпедансометрия
В быту количество жировой ткани в организме человека обычно определяется бытовыми весами с анализатором состава тела на основе измерения сопротивления тканей тела (вариант биоимпедансометрии).

## Лечение ожирения

### Низкокалорийная диета
Практическая эффективность в лечении ожирения достигается соблюдением протокола питания (диеты) с низким содержанием энергии или, другими словами, ограничением калорийности рациона.
При подсчёте калорийности съеденного важно это делать сразу, не откладывая. Люди, которые подсчитывали калорийность рациона через некоторое время, ошибались при подсчёте, в результате чего съедали больше выбранного предела, тем самым их организм получал слишком много энергии и эффект снижения массы тела не был достигнут или был меньше ожидаемого. Исследования показали, что люди, которые не сразу выполняли подсчёт калорийности съеденной еды, занижали фактическую калорийность съеденного. Причём чем больше времени прошло после приёма пищи, тем больше была погрешность в их расчётах (расхождение между действительной и записанной человеком калорийностью съеденного).
Переход на любой протокол питания должен выполняться под наблюдением квалифицированного врача. Перед переходом на новый режим питания необходимо сделать анализы крови, а также проводить регулярный мониторинг необходимых параметров на основе лабораторных анализов. Например, при выборе кето-карниворной диеты, которая характеризуется высоким содержанием железа в мясе, важно учитывать показатели железа в крови (ионы железа в крови, гемоглобин, ферритин, трансферрин).

### Психотерапия
Один из самых эффективных подходов в психологии для работы с людьми, страдающими ожирением, является когнитивно-поведенческая терапия, которая наиболее эффективно воздействует на причины, побуждающие человека к перееданию. Кроме того, она даёт возможность корректировать некоторые аспекты качества жизни пациентов, благодаря этому улучшая их качество жизни. Психотерапевтический подход к лечению ожирения желательно осуществлять на различных уровнях (семья, школа, общество).
Методы поведенческой терапии, используемые при лечении ожирения, нацелены на выработку самоконтроля, изменение отношения к питанию и связанных с ним привычек, на введение постепенно возрастающих физических нагрузок и формирование надёжной социальной поддержки. В ходе контролируемых испытаний было обнаружено, что пациенты, к которым применялись эти методы, в дальнейшем реже набирали прежнюю массу тела, чем те, к кому применялись другие виды лечения:39.
Канадские учёные установили, что на развитие ожирения могут влиять негативные отношения с родителями; наоборот, хорошие отношения, в частности, с отцом позитивно влияют на сохранение нормального веса.
При применении диет с ограничением калорийности потребляемой пищи, а также диет с высоким содержанием углеводов, человек испытывает постоянное чувство дискомфорта, часто терпит неудачу в борьбе с ожирением в силу высокого уровня инсулина в крови, и может прийти к выводу, что психотерапевтическое лечение не действует.

### Медикаментозное лечение ожирения
Лекарственные средства, как правило, позволяют добиться лишь кратковременного улучшения, но не стойкого, долговременного эффекта:39. Если после прекращения курса медикаментозного лечения пациент не изменил образ жизни и не соблюдает диетических рекомендаций, то масса тела снова увеличится. Возможно, это связано с тем, что избыточная масса тела вызывает необратимые воспалительные процессы в гипоталамусе, которые нарушают работу регуляции жировой ткани. Для лечения алиментарного ожирения могут применяться анорексигенные средства. Каждый препарат подбирается врачом индивидуально.
- Фентермин — действует как нейромедиатор норадреналин, снижая аппетит. Может вызвать нервозность, головную боль и бессонницу;
- Орлистат — ингибитор панкреатической липазы, приблизительно на 30 % снижает всасывание жиров, не подавляет чувство голода, однако может вызвать недержание стула;
- Метформин — влияет на метаболизм углеводов, особенно показан при ожирении, связанном с сахарным диабетом.
- Сибутрамин — ингибитор обратного захвата серотонина и норадреналина. Препарат воздействует на центры насыщения и термогенеза, расположенные в гипоталамусе. Препарат противопоказан пациентам с неконтролируемой артериальной гипертензией.
- Флуоксетин — антидепрессант, применяется некоторыми специалистами с целью подавления аппетита, однако нет информации о долгосрочных эффектах[4].
- Лоркасерин[англ.] — агонист 5-HT2C-рецепторов, подавляет аппетит.
- Бупропион — ингибитор обратного захвата норадреналина и дофамина, подавляет аппетит.
- Сочетание Эфедрина с Кофеином — симпатомиметик, стимулирует альфа- и бета-адренорецепторы, стимулирует выработку норадреналина. Широко распространён в Дании для лечения ожирения[45].
- Топирамат — противоэпилептический препарат, снижает массу тела через неустановленный механизм.
- Налтрексон — антагонист опиоидных рецепторов, подавляет тягу к вкусной пище.
- Лираглутид[англ.] — агонист рецептора глюкагоноподобного пептида-1 (ГПП-1). Предположительно, усиливает действие лептина (гормона насыщения) через подавление его растворимого рецептора[46]
- Семаглутид — агонист рецептора ГПП-1. Подавляет секрецию глюкагона, снижает аппетит и тягу к еде, усиливает секрецию инсулина и снижает уровень глюкозы в крови. В 2021 году продемонстрирована высокая его эффективность при лечении ожирения и очень редкие побочные эффекты[47].
- тирзепатид — синтетический препарат с гормональным действием, он действует одновременно на глюкагоноподобный пептид-1 и глюкозозависимый инсулинотропный полипептид, эффект снижения веса связан с регуляцией метаболизма глюкозы[48]. Разработанный для лечения сахарного диабета 2-го типа, в 2021–2022 годах он исследуется для применимости в лечении ожирения[49][50]. Его применение в течение 72 недель даёт хороший эффект и незначительные побочные эффекты (это преходящие тошнота и диарея)[51].

Несмотря на большое количество средств для лечения ожирения, почти все из них были запрещены управлением по контролю качества пищевых продуктов и лекарственных средств США из-за серьёзных побочных эффектов. На 2016 год утверждены пять из них: орлистат, Лоркасерин, фентермин-топирамат, бупропион-налтрексон и Лираглутид.

### Препараты растительного происхождения
Наряду с диетой и медикаментозной терапией могут применяться препараты растительного происхождения в виде чая или других лекарственных средств, однако необходимо хорошо знать их состав.

### Хирургическое лечение морбидного ожирения
В некоторых случаях при ожирении применяется уменьшение объёма желудка — бариатрическая операция, которая может проводиться разными способами.
- Самую длительную историю имеет желудочное шунтирование. Его начали использовать в 1960-е годы[54]. Эта операция заключается в разделении желудка на два отдела — маленький и большой, которые не контактируют между собой. К «маленькому желудку» подшивается тонкая кишка, таким образом, чтобы пища двигалась по короткому пути. Данная операция имеет два компонента действия: объём малого желудка составляет около 50 мл, следовательно, пациент не может потреблять пищу в прежнем объёме; снижается всасывание питательных веществ при движении пищи по укороченному пути;
- Бандажирование желудка. Операция заключается в наложении силиконового кольца (желудочный бандаж) на границе пищевода и желудка. Бандаж создаёт препятствие для прохождения пищи, тем самым стимулируя рефлексогенную зону насыщения. Все современные бандажи являются регулируемыми, то есть их просветом можно управлять в зависимости от индивидуальной ситуации пациента. В современном виде конструкция бандажа предложена американским хирургом украинского происхождения Любомиром Кузмаком[55];
- Рукавная гастропластика (также называемая рукавной резекцией желудка, "слив" (от английского sleeve - рукав)). Операция заключается в удалении части желудка и превращении его в тонкую длинную трубку — «рукав». Ёмкость желудка при этом уменьшается приблизительно на 80% (до 150—200 мл). К механизмам действия рукавной гастропластики в отношении снижения веса относят создания рестриктивного эффекта для прохождения пищи за счёт узкого «рукава», усиленная активация фарнезоидных X-рецепторов[англ.] за счёт увеличения жёлчных кислот[56] и гипотетический механизм удаления грелин-продуцирующей зоны (грелин — гормон голода). Как самостоятельная бариатрическая операция рукавная гастропластика применяется с 2004 года[57].

Кроме трёх описанных стандартных операций, предложено множество других операций, которые применяются не так часто.
В настоящее время большая часть бариатрических операций делается лапароскопическим путём, через проколы, под контролем оптической системы. Однако существуют и техники шунтирующих операций через "мини-доступ" - разрез длиной 7-10 см.
Операции, относящиеся к пластической хирургии, такие как липосакция и абдоминопластика, не предназначены для борьбы с ожирением, а являются способом хирургической коррекции местных косметических дефектов. Хотя количество жира и вес тела после липосакции могут незначительно уменьшаться, но, согласно недавнему исследованию британских врачей, для здоровья такая операция бесполезна. По-видимому, вред здоровью наносит не подкожный, а висцеральный жир, находящийся в сальнике, а также вокруг внутренних органов, расположенных в брюшной полости. Раньше делались единичные попытки делать липосакцию для снижения веса (так называемая мегалипосакция с удалением до 10 кг жира), однако в настоящее время она оставлена как крайне вредная и опасная процедура, неизбежно дающая множество тяжёлых осложнений и приводящая к грубым косметическим проблемам в виде неровности поверхности тела. Более того, имеются данные, что проведение подкожной липосакции (например, в области живота), приводит к компенсаторному увеличению вредного для здоровья висцерального жира. Таким образом, для борьбы с ожирением используется не пластическая, а бариатрическая хирургия.
Оперативное лечение ожирения имеет строгие показания, оно не предназначено для тех, кто считает, что у них просто есть лишний вес. Считается, что показания к хирургическому лечению ожирения возникают при ИМТ ≥ 40. Однако если у пациента имеются такие проблемы, как сахарный диабет 2-го типа, гипертоническая болезнь, варикозное расширение вен и проблемы с суставами ног, показания возникают уже при ИМТ ≥ 35. В последнее время в международной литературе появляются работы, изучавшие эффективность бандажирования желудка у пациентов с ИМТ 30 и выше. Более того, в феврале 2011 года американский лицензирующий орган FDA принял решение разрешить бандажирование желудка, начиная с ИМТ ≥ 30. Правда, такое разрешение касается только одной модели бандажа — LapBand.
Бариатрическая хирургическая операция показана части людей с индексом массы тела больше 35 и заболеваниями, сопутствующими ожирению, когда надо снизить массу тела на 30% и более. Хирургическое вмешательство назначается строго индивидуально.
В Российской Федерации бариатрическая операция оплачивается из средств ОМС по региональной квоте на высокотехнологичную медицинскую помощь либо проводится в коммерческой клинике (на 2024 год стоимость операции составляет от 130 тысяч рублей). Операцию по квоте могут получить люди с ИМТ 40 и выше и обязательным наличием сахарного диабета 2-го типа.

## Осложнения ожирения
- Ожирение сокращает жизнь — риск преждевременной смерти увеличивается на 11 % при увеличении окружности талии на каждые 10 см[63][64].
- Метаболический синдром — комплекс метаболических, гормональных и клинических нарушений, являющихся факторами риска развития сердечно-сосудистых заболеваний. В основе метаболического синдрома лежит невосприимчивость тканей к инсулину.
- Гастроэзофагеальная рефлюксная болезнь — относится к наиболее распространённым заболеваниям желудочно-кишечного тракта и сравнима по частоте с язвенной и желчнокаменной болезнями. Заброс кислого желудочного содержимого в нижнюю треть пищевода. Примерно в 10 % случаев кислый рефлюкс комбинируется со щелочным, то есть в пищевод одновременно забрасывается и желудочное содержимое, и содержимое двенадцатиперстной кишки. Рефлюкс развивается у тучных людей, у любителей поесть, особенно на ночь, у злоупотребляющих алкоголем, кофе, злостных курильщиков.
- Сахарный диабет 2-го типа — наличие резистентности к инсулину (невосприимчивости клеток к воздействию гормона) и нарушение его секреции клетками поджелудочной железы.
- Ишемическая болезнь сердца (ИБС) — болезнь, объединяющая стенокардию, инфаркт миокарда и атеросклеротический кардиосклероз. ИБС развивается из-за недостаточного кровоснабжения коронарных артерий сердца вследствие сужения их просвета.
- Инфаркт миокарда — гибель участка сердечной мышцы, обусловленная острым нарушением кровообращения в этом участке.
- Инсульт — острое нарушение мозгового кровообращения.
- Артериальная гипертензия — самое распространённое заболевание сердечно-сосудистой системы, характеризующееся повышением артериального давления.
- Хроническая венозная недостаточность — синдром, характеризующийся нарушениями венозного оттока, который приводят к дезорганизации регионарной системы микроциркуляции.
- Холецистит — воспаление желчного пузыря.
- Желчекаменная болезнь — заболевание, при котором в желчном пузыре или в желчных протоках образуются камни.
- Артриты — аутоиммунное заболевание, которое приводит к хроническому воспалению суставов, кроме того поражаются околосуставные и некоторые другие ткани, органы и системы организма, поэтому ревматоидный артрит относят к системным заболеваниям.
- Деформирующий остеоартроз — хроническое невоспалительное заболевание суставов (суставных хрящей).
- Грыжи межпозвоночных дисков — на очень тонкой хрящевой пластинке, покрывающей тело позвонка со стороны диска, появляется трещина, в результате чего кровь изливается в вещество диска и способствует быстрому развитию его грыжи.
- Синдром поликистозных яичников — эндокринное заболевание, при котором яичники увеличены и содержат множество маленьких пузырьков, заполненных жидкостью.
- Онкологические заболевания — злокачественные опухоли, возникающие из клеток эпителия, в органах и тканях организма. Эпителиальные клетки обладают способностью быстрого деления и размножения. Онкологические заболевания развиваются при перерождении обычных клеток в опухолевые.
- Панкреатит — воспаление поджелудочной железы.
- Жировая дистрофия печени — накопление жира в печёночных клетках.
- Крайняя степень ожирения с альвеолярной гиповентиляцией — состояние, при котором люди с крайней степенью ожирения испытывают альвеолярную гиповентиляцию(не способны дышать достаточно глубоко и быстро), что ведёт к низкому уровню кислорода и высокому уровню углекислого газа в крови.
- Эректильная дисфункция — у мужчин, неспособность достигать и поддерживать эрекцию. Происходит из-за гормональных нарушений, развивающихся в связи с ожирением и снижением уровня тестостерона, что ведёт к андрогенодефициту.

## Прогноз
Прогноз во многом зависит от формы, степени выраженности ожирения, наличия осложнений и сопутствующих заболеваний. Избыточный вес не является «здоровым» даже в тех случаях, когда страдающие им не имеют нарушений обмена веществ — существуют иные факторы риска, которые усиливаются со временем; избыточный вес неизменно приводит к возникновению тех или иных сердечно-сосудистых заболеваний.